# McClellanville
McClellanville és una població dels Estats Units a l'estat de Carolina del Sud. Segons el cens del 2000 tenia 459 habitants.

## Demografia
Segons el cens del 2000, McClellanville tenia 459 habitants, 206 habitatges i 138 famílies. La densitat de població era de 85,2 habitants/km².
Dels 206 habitatges en un 20,4% hi vivien nens de menys de 18 anys, en un 58,7% hi vivien parelles casades, en un 5,8% dones solteres, i en un 33% no eren unitats familiars. En el 29,6% dels habitatges hi vivien persones soles el 12,1% de les quals corresponia a persones de 65 anys o més que vivien soles. El nombre mitjà de persones vivint en cada habitatge era de 2,23 i el nombre mitjà de persones que vivien en cada família era de 2,75.
Per edats la població es repartia de la següent manera: un 16,3% tenia menys de 18 anys, un 7% entre 18 i 24, un 20,9% entre 25 i 44, un 36,4% de 45 a 60 i un 19,4% 65 anys o més.
L'edat mediana era de 48 anys. Per cada 100 dones de 18 o més anys hi havia 92 homes.
La renda mediana per habitatge era de 42.500$ i la renda mediana per família de 50.000$. Els homes tenien una renda mediana de 36.750$ mentre que les dones 25.781$. La renda per capita de la població era de 22.425$. Entorn del 8,3% de les famílies i l'11,8% de la població estaven per davall del llindar de pobresa.

## Poblacions més properes
El següent diagrama mostra les poblacions més properes.